# Кукушкина, Анна Олеговна
Анна Олеговна Кукушкина (род. 13 декабря 1992 года) — российская легкоатлетка, специализирующаяся в беге на короткие дистанции.

## Карьера
Активно легкой атлетикой занимается с 2006 года.
В настоящее время её тренеры — Кустов В. Н. и Торогов Е.Н.
Многократная чемпионка России на спринтерских дистанциях (60м, 100м, 200м, 4*100м), а так же барьерном беге (100м сб). Член Олимпийской сборной в Рио-де-Жанейро 2016 года. Победитель множества молодёжных и студенческих (окончила Ивановский государственный энергетический университет) турниров. С 2014 года выступает во взрослом разряде. 
Имеет специализацию "практикующий Психолог". Работает в сфере психологической подготовки с членами сборных команд по различным видам спорта.  

## Главные победы
| Год  | Турнир                          | Место проведения | Дисциплина       | Место | Результат |
| ---- | ------------------------------- | ---------------- | ---------------- | ----- | --------- |
| 2014 | Чемпионат России в помещении    | Москва           | 60 м с барьерами | 16    | 8:60      |
| 2015 | Чемпионат Израиля               | Тель-Авив        | 100 м            | 1     | 11:43     |
| 2015 | Чемпионат Израиля               | Тель-Авив        | 200 м            | 1     | 23:41     |
| 2015 | Чемпионат России                | Чебоксары        | 100 м            | 1     | 11:36     |
| 2015 | Чемпионат России                | Чебоксары        | 200 м            | 1     | 23:19     |
| 2015 | Чемпионат России                | Чебоксары        | 4х100 м          | 1     | 45:02     |
| 2015 | Чемпионат мира                  | Пекин            | 4х100 м          | DNF   | DNF       |
| 2015 | Чемпионат мира                  | Пекин            | 200 м            | 44    | 23:47     |
| 2015 | Loiste Eliittikisat             | Куортане         | 200 м            | 3     | 23:62     |
| 2015 | Деканация                       | Париж            | 100 м            | 2     | 11:55     |
| 2016 | Чемпионат России                | Москва           | 60м              | 2     | 7.28      |
| 2016 | Командный чемпионат России      | Сочи             | 100м             | 2     | 11.54     |
| 2016 | Мемориал ЗТ СССР В.И. Алексеева | Санкт-Петербург  | 60м              | 1     | 7.26      |